# Serrapinnus microdon
Serrapinnus microdon är en fiskart som först beskrevs av Eigenmann, 1915.  Serrapinnus microdon ingår i släktet Serrapinnus och familjen Characidae. Inga underarter finns listade i Catalogue of Life.